# Reprezentacja Austrii na Mistrzostwach Europy w Wioślarstwie 2010
Reprezentacja Austrii na Mistrzostwach Europy w Wioślarstwie 2010 liczyła 8 sportowców. Najlepszymi wynikami było 2. miejsce w jedynce wagi lekkiej kobiet.

## Medale

### Złote medale
Brak

### Srebrne medale
jedynka wagi lekkiej (LW1x): Michaela Taupe-Traer

### Brązowe medale
Brak

## Wyniki

### Konkurencje mężczyzn
- jedynka wagi lekkiej (LM1x): Christian Rabel – 10. miejsce
- dwójka podwójna wagi lekkiej (LM2x): Joschka Hellmeier, Florian Berg – 4. miejsce
- czwórka bez sternika wagi lekkiej (LM4-): Alexander Rath, Paul Ruttmann, Dominik Sigl, Oliver Komaromy – 11. miejsce

### Konkurencje kobiet
- jedynka wagi lekkiej (LW1x): Michaela Taupe-Traer – 2. miejsce